# Phaedrotoma scaptomyzae
Phaedrotoma scaptomyzae är en stekelart som först beskrevs av Fischer 1967.  Phaedrotoma scaptomyzae ingår i släktet Phaedrotoma och familjen bracksteklar. Inga underarter finns listade i Catalogue of Life.